# Botruanthus
Botruanthus is een geslacht van neteldieren uit de klasse van de Anthozoa (bloemdieren).

## Soort
- Botruanthus benedeni (Torrey & Kleeberger, 1909)